# Palazzo Marogna
Palazzo Marogna è un edificio civile situato nel quartiere di Veronetta a Verona.

## Storia e descrizione
Lo storico palazzo, originariamente dei Marogna, è uno dei più significativi esempi di casa tardogotica di Verona, caratterizzata dalle finestre trilobate e dagli affreschi eseguiti sull'intera facciata, opera di illustri pittori veronesi del Cinquecento, anche se in buona parte compromessi. Il ricco apparato decorativo fu inizialmente commissionato da Bartolomeo Marogna, vissuto all'inizio del XVI secolo, e portato a compimento dai nipoti Antonio Maria (1517-1578) e Giambattista Marogna (1523-1587), questi ultimi noti per la loro attività di committenti di importanti imprese artistiche.
Sopra una decorazione monocroma databile alla fine del secolo XV, di cui sono sopravvissute solo alcune tracce, intorno agli anni cinquanta del XVI secolo venne infatti realizzato un ricco e complesso apparato decorativo. Questo era costituito da cinque grandi scene situate al piano nobile, di cui due raffiguranti episodi della Divina Commedia (Beatrice sul carro e Dante, Virgilio e le tre fiere) e tre della vita di Francesco Petrarca (II cieco di Perugia, L'incoronazione del Poeta e L'incontro con Re Roberto), intervallati da figure in nicchia e piccoli paesaggi. Sulla sommità, invece, un fregio con figure principalmente femminili e allegorie.

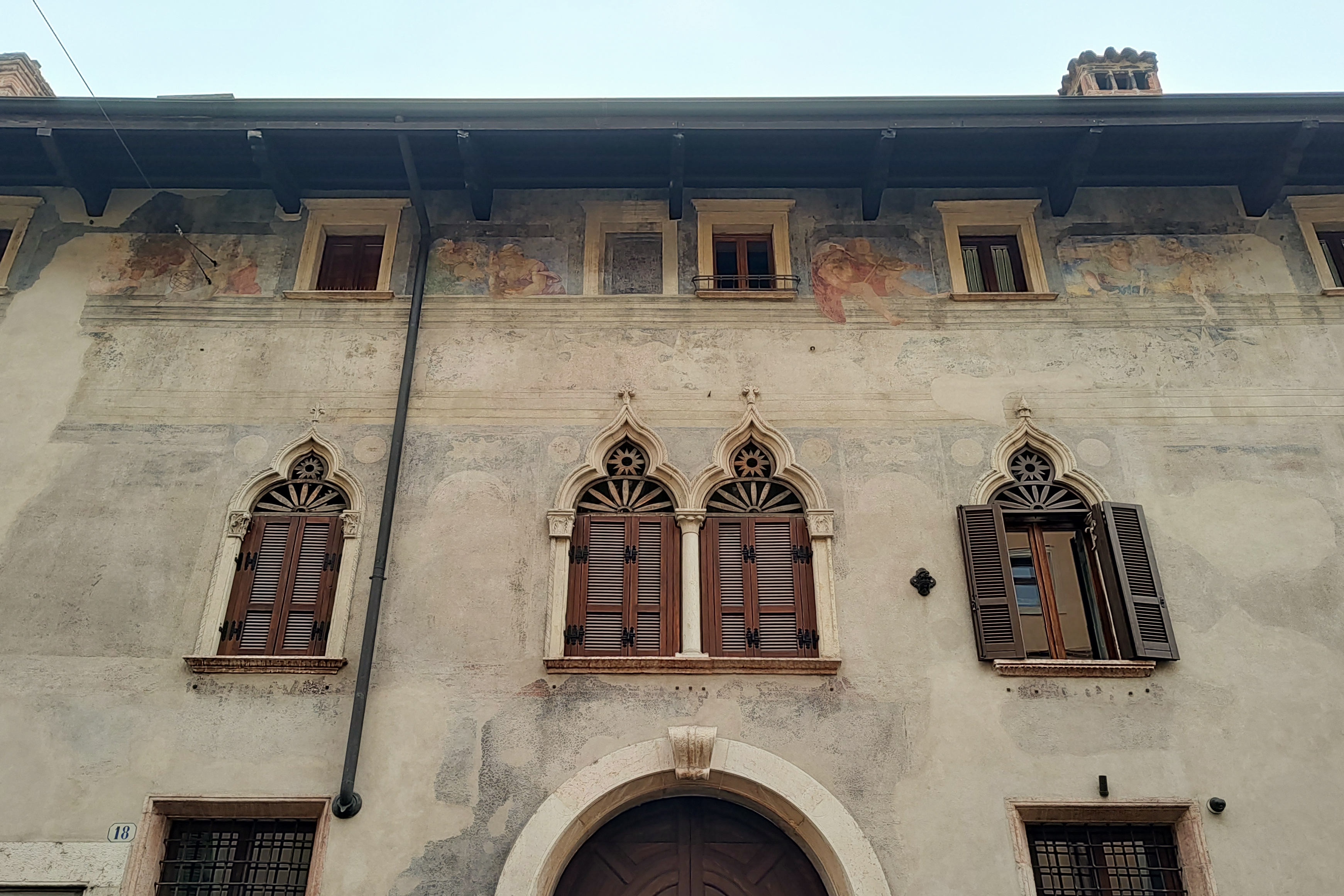
Immagine di dettaglio di parte degli affreschi superstiti, sopra il portale d'ingresso

La critica, sulla base del rilievo della facciata eseguito dal pittore Pietro Nanin nell'Ottocento (visto che buona parte delle raffigurazioni sono andate perdute), ha attribuito al pittore Paolo Farinati le due scene dantesche nella parte sinistra della facciata, oltre alla probabile raffigurazione delle Sette arti liberali nel fregio sottogronda. Nella parte destra, invece, si sono attribuite a Giovan Francesco Caroto le varie scene pittoriche, oltre alla rappresentazione di Apollo e delle Muse nel sottogronda. Inoltre è probabile vi sia stato l'intervento di Battista del Moro in diverse parti dell'opera. Alcuni hanno anche proposto un intervento di Nicola Giolfino, maestro del Farinati, anche se appare meno probabile.
All'interno della casa, nell'ingresso e in tre stanze ad esso adiacenti, sono ancora visibili alcuni affreschi. In particolare le decorazioni della sala delle Stagioni e dell'attigua sala dei Paesaggi sembrano essere opera di Battista del Moro mentre il terzo ambiente, un ampio salone, presenta un fregio con Storie romane attribuito a Domenico Morone. L'ingresso è invece decorato con un semplice fregio monocromo, probabilmente della fine del XV secolo.
Nel 1824 il complesso fu acquistato dalla famiglia Camozzini, che nel 1830 propose alla Commissione Ornato un progetto di sopraelevazione dell'edificio, intervento fortunatamente non attuato. Invece, nella seconda metà del Novecento, l'edificio fu oggetto di un importante intervento di restauro che ha previsto il consolidamento delle strutture esistenti, seguito dalla delicata fase di restauro conservativo delle superfici affrescate, sia all'interno che all'esterno dell'edificio.